# Chillow
Chillow, artiestennaam van Chilo Derieuw (Kortrijk, 1985), is een Belgisch zanger, muziekproducent, graficus en dj. 

## Biografie
Chilo Derieuw komt uit een muzikale familie, groeide op in Roeselare en Izegem en woont in de streek rond Kuurne en Kortrijk. Hij is de oudere broer van boksster Oshin Derieuw.
Chillow richtte het productiehuis Catharsis-Productions in Izegem op. Hij begon zijn muzikale carrière met producties van onder andere Walter Ego, Low G, El Da Sensei, Jeffrey Jefferson (Ertebrekers) en Brihang en zong zelf af en toe mee. Sinds 2021 legt hij zich volledig toe op solo zingen, met name in het West-Vlaams.
Zijn samenwerking met de Amerikaanse rapper El Da Sensei, We Bring It Live (2017), werd door De Morgen een van de albums van de week genoemd. Chillows solosingle Slapeloas (2021) werd genoemd als een van de beste nummers van de week door Humo. In 2022 brengt hij zijn eerste solo-album uit, Pauze.

## Discografie
- Art of Raw (ep met El Da Sensei, Soul Purpose, Nut-Rageous, In-Sight, El Gant en J Blanc, 2008)
- NY2BE (album met Reap, 2012)
- Periode Jalisco (album van Brihang)
- Muddy Grounds (album met Jeffrey Jefferson, 2013)
- We Bring It Live (album met El Da Sensei, 2017)
- Woarde (ep met Low G, 2020)
- Ex-rapper (album met Walter Ego, 2020)
- ZwoardeR (ep met Low G, 2021)
- Pauze (album, 2022)
- Confessions (single van Amrita Khan)